# Bicarbonato de sódio

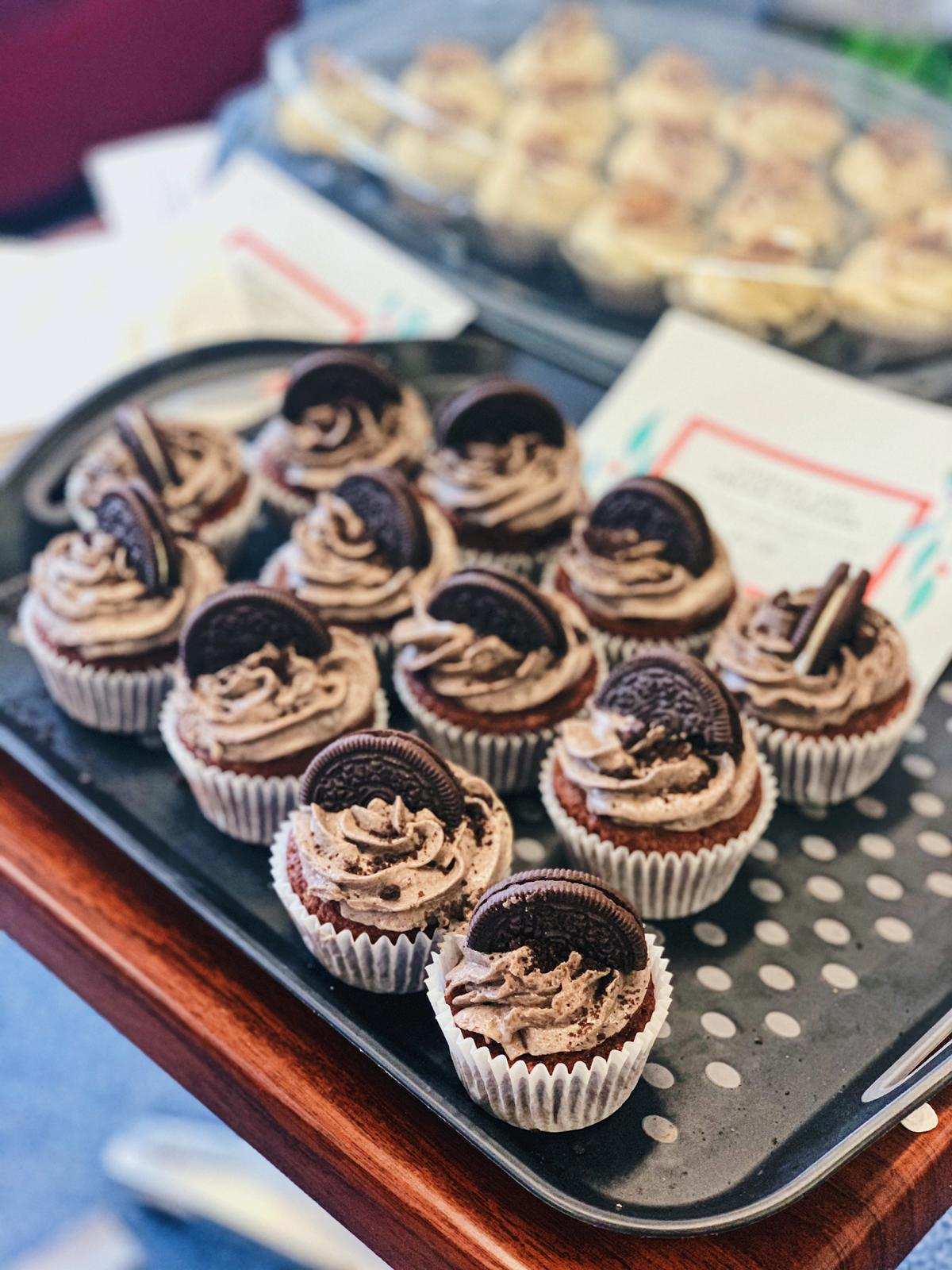
Cupcakes assados com bicarbonato de sódio como agente de fermentação

Bicarbonato de sódio (IUPAC: hidrogenocarbonato de sódio) é um composto químico com a fórmula NaHCO3. É um sal composto de um cátion sódio (Na+) e um ânion bicarbonato (HCO3−). O bicarbonato de sódio é um sólido branco cristalino, mas geralmente aparece como um pó fino. Tem um sabor ligeiramente salgado e alcalino, semelhante ao do carbonato de sódio. A forma mineral natural é a nahcolita, embora seja mais comumente encontrada como um componente do mineral trona.
O prefixo bi- em "bicarbonato" vem de um sistema de nomenclatura desatualizado anterior ao conhecimento molecular. Ele é baseado na observação de que há duas vezes mais carbonato (CO32-) por sódio no bicarbonato de sódio (NaHCO3) do que há no carbonato de sódio (Na2CO3). As fórmulas químicas modernas desses compostos agora expressam suas composições químicas precisas que eram desconhecidas quando o nome bicarbonato de potássio foi cunhado.

## Aplicações
Usa-se como antiácido para tratar a acidez do estômago porque tem o poder de neutralizar os excessos do ácido clorídrico do suco gástrico, devido ao facto de ser uma substância ligeiramente alcalina (ph=9). Em algumas formulações farmacêuticas, é misturado aos ácidos cítrico e tartárico, ambos sólidos.
Devido à sua capacidade de libertar dióxido de carbono gasoso (CO2), o bicarbonato de sódio também é muito usado nas receitas de culinária como agente levedante ("fermentos químicos"), no crescimento da massa de pães, bolos e biscoitos durante o cozimento no forno, em especial quando misturado ao ácido tartárico, e na produção de bebidas gasosas (refrigerantes).
Além do uso farmacêutico e culinário, o bicarbonato de sódio também é um ótimo auxiliar na limpeza de ambientes e de roupas. Tem ação anti-mancha e anti-mofo e elimina o mau cheiro.
Outras utilizações do bicarbonato de sódio são como reagente de laboratório, na eletrodeposição de ouro e platina, em curtumes, no tratamento da lã e da seda, na nutrição de animais, na cerâmica e na preservação da manteiga e da madeira e é um dos componentes dos talcos e desodorantes. A sua forma anidra usa-se para absorver umidade e odores.
É utilizado na fabricação de extintores de incêndio com produção de espuma. No interior destes extintores encontra-se NaHCO3 sólido, em compartimento separado de uma solução de ácido sulfúrico (H2SO4). Quando se vira o extintor, o que causa seu acionamento, o NaHCO3 e o H2SO4 se misturam e reagem, com liberação de dióxido de carbono (CO2), o que gera pressão dentro do vaso e a ejeção do dióxido de carbono, com produção de espuma. Estes extintores são inadequados contra chamas em equipamentos e instalações elétricas, pois seu meio aquoso e salino conduz corrente elétrica, causando curtos-circuitos. Também é muito utilizado em tratamento de água de piscinas na elevação da Alcalinidade Total, imprescindível no tratamento adequado da mesma, sendo o primeiro parâmetro a ser corrigido.
As reações envolvidas são:
2 NaHCO3 + H2SO4 → Na2SO4 + 2 H2CO3
H2CO3 → H2O + CO2(g)
É um dos componentes da droga chamada crack, onde entra como aditivo à pasta de cocaína.
Utiliza-se no tratamento radiológico de contaminados por urânio.
Também se utiliza nas fraudes na produção de leite, pois tem capacidade de alcalizar o leite quando se inicia o processo de deterioração.

## Reações químicas
Quando o bicarbonato de sódio é misturado com um ácido, liberta dióxido de carbono e água. Exemplos:
NaHCO3 + HCl → NaCl + H2O + CO2(g)
NaHCO3 + CH3COOH → CH3COONa + H2O + CO2(g)
Bicarbonato de sódio reage com bases tais como o hidróxido de sódio para formar carbonatos:
NaHCO3 + NaOH → Na2CO3 + H2O
Quando aquecido, ao atingir a temperatura de 80 °C, decompõe-se de acordo com a reação:
2 NaHCO3 → Na2CO3 + H2O + CO2